# Entelopes nigritarsis
Entelopes nigritarsis là một loài bọ cánh cứng trong họ Cerambycidae.